# 西野辰吉
西野 辰吉（にしの たつきち、1916年2月12日 - 1999年10月21日）は、作家。
北海道生まれ。足尾銅山変電所の雑役夫、魚河岸の人夫など職を転々とする。1947年、日本共産党に入り、同年、「廃帝トキヒト記」で作家デビュー、1952年、『米系日人』を発表、1956年、『新日本文学』に連載した『秩父困民党』（単行本は講談社から）で毎日出版文化賞受賞した。このころ、霜多正次、窪田精、金達寿たちとリアリズム研究会を発足させ、全国的な組織へと発展させた。1964年、新日本文学会から除籍され、1965年の日本民主主義文学同盟の創立に参加し、その後『民主文学』の編集長もつとめた。1969年、文学同盟を退会したあと共産党を離党し、その後は文学運動とは無縁のままに創作活動をつづけた。

## 著書
- 母のいる山 川崎出版社、1948
- 栄冠の蔭に 偕成社、1949
- 米系日人 みすず書房、1954
- 秩父困民党 大日本雄弁会講談社、1956 のち文庫
- 種子は播かれた 筑摩書房、1957
- 根拠 新日本出版社、1963 （アカハタ文学双書）
- 東方の人 東風社、1966
- C町でのノート むぎ書房、1967
- 日本潜行記 東邦出版社、1969
- 爆裂弾 小説加波山事件 三一書房、1971
- 戦後文学覚え書 党をめぐる文学運動の批判と反省 三一書房、1971
- 小説田中正造 三一書房、1972
- 石狩川紀行 北海道文明史をさぐる 日本放送出版協会、1975 （NHKブックス）
- 反乱と革命の陰画 三一書房、1977
- 挑発者 筑摩書房、1977
- 首領（ドン） ドキュメント徳田球一 ダイヤモンド社、1978
- 謎の亡命者リュシコフ 三一書房、1979
- 異色の日本論 第三文明社、1982 （レグルス文庫）
- 戸田城聖 第三文明社、1985 のち「戸田城聖伝」としてレグルス文庫
- 独眼竜伊達政宗 叢文社、1986
- 大岡政談 教育社新書、1989
- 伊藤律伝説 昭和史に消えた男 彩流社、1990
- 川中島合戦記 富士出版、1993
- 花子の神 近代文芸社、1994
- 関ケ原合戦記 勉誠社、1994 （日本合戦騒動叢書）
- 大岡裁き 勉誠社、1996 （親子で楽しむ歴史と古典）
- 安楽 生と死 三一書房、1996
- 地蔵堂通夜物語 勉誠社、1996 （日本合戦騒動叢書）
- 大雪山の森番 農山漁村文化協会、1999